# 私を抱いて下さい
『私を抱いて下さい』（わたしをだいてください）は、中村中の2枚目のオリジナル・アルバム。

## 概要
2007年12月5日に発売された。CDとCD+DVDの2形態が同時リリース。「リンゴ売り」「裸電球」の2枚のシングル曲を含む全11曲が収録。

## 音楽性
アルバムのテーマは『夜』『癒しの時間』で、1曲目の「部屋の片隅」を午後9時、5曲目の「AM零時」を午前0時、11曲目の「裸電球」を午前3時とした夜中6時間の流れを表現している。また、シングルで表現した「リンゴ売り」から「裸電球」への主人公の心境の変化を踏まえた上で、時間経過とともに心が素直になっていく過程をアルバム収録曲を通して全体の明確なストーリーとして表現しており、一種のコンセプトアルバムとなっている。この構想は既にデビュー当初からあり、「リンゴ売り」の発売決定後に明確になったという。アルバムタイトルは「リンゴ売り」の歌詞のフレーズに因るものである。

## 収録曲
1. 部屋の片隅 〜Album version〜
時間帯としては午後9時に位置付けられる曲。本人曰く「夜をさまよっている感じ」「部屋から飛び出すイメージ」。もともとは3枚目のシングル『私の中の「いい女」』のカップリングとして収録されていた曲であるが、前作『天までとどけ』の世界観（『若さ』がテーマ）には相応しくなかったため収録されず、本作の世界観に合っているという理由で収録された。本作に収録されるにあたりリアレンジされて再録されている。テンポもシングルバージョンより早い。
2. リンゴ売り
3. 鳥の群れ
アルバム収録曲で唯一MVが制作されている。自身がストリート時代に体験した出来事を、周囲を鳥の群れに、自身を鳥のヒナに見立てて書き上げられた。
4. あたしを嘲笑ってヨ
前作『天までとどけ』のCD+DVD盤付属のDVDに収録されていた当時未CD化の楽曲。「部屋の片隅」同様前作の世界観よりも本作の世界観に合っているということで本作に収録され、正式な音源化が実現した。
5. AM零時
時間帯としては午前0時に位置付けられる曲。心中願望をテーマにしたバラード。本人曰く「ストリングスによってロマンティックなサウンドになった」とコメントしている。
6. 真夜中のシンデレラ
7. ロック・バンド
自分がバンドのライブを観に行っているというシチュエーションをイメージしてデビュー前に書かれた楽曲。ライブに来ている憂鬱感のようなものを歌っている。
8. やりきれない日々
本人曰く「ダウン・タウン・ブギウギ・バンドに山口百恵がゲスト参加しているイメージ」で書かれた楽曲。曲の構成（曲の冒頭のセリフ等）やメロディーもダウン・タウン・ブギウギ・バンドを意識して制作されている。
9. 私が欲しいなら
皮肉を歌った楽曲。サウンドやメロディーはオールディーズを意識して制作されている。コーラスには自身の友人を迎えている。
10. 雨のロマンス
R&Bをイメージして書き上げた曲。本人曰く「前々から恨み節を歌ってみたかった」「雨とタイトルに使っているが、サウンドはカラっとしている」とコメントしている。いわゆる恨み節を歌ったテーマとしては3曲目の「鳥の群れ」にも通じる。
11. 裸電球 〜Album version〜
時間帯としては午前3時に位置付けられる曲。全体を通してさまよった主人公が帰り着く先として位置付けられており、本人も「（このアルバムは）さまよった分の気持ちを受け止めることでより温かいものになる」とコメントしている。アルバムバージョンとして収録されており、シングルバージョンとはアウトロの部分が異なる。

## DVD解説
1. リンゴ売り 〜箱入り娘 version〜
木箱に入った中村を中心に再構成されたバージョン。
2. 鳥の群れ
3. 裸電球 〜Album version〜
アルバムバージョンとして、シングルバージョンではカットされたアウトロの部分が収録。MVにはRicken'sの石田匠がギター演奏で出演している。
4. 特典映像「ぶたウラ」
「リンゴ売り」「鳥の群れ」「裸電球」MVやジャケット撮影などのメイキング映像。

## 収録内容

### Disc 1 / CD
| 全作詞・作曲: 中村中、全編曲: 浦清英（特記以外）。 |                                                |        |            |      |
| #                                                  | タイトル                                       | 作詞   | 作曲・編曲 | 時間 |
| 1.                                                 | 「部屋の片隅 〜Album version〜」(編曲: 井上鑑) | 中村中 | 中村中     | 5:10 |
| 2.                                                 | 「リンゴ売り」                                 | 中村中 | 中村中     | 5:50 |
| 3.                                                 | 「鳥の群れ」                                   | 中村中 | 中村中     | 5:21 |
| 4.                                                 | 「あたしを嘲笑ってヨ」                         | 中村中 | 中村中     | 5:09 |
| 5.                                                 | 「AM零時」                                     | 中村中 | 中村中     | 5:00 |
| 6.                                                 | 「真夜中のシンデレラ」                         | 中村中 | 中村中     | 4:14 |
| 7.                                                 | 「ロック・バンド」                             | 中村中 | 中村中     | 4:16 |
| 8.                                                 | 「やりきれない日々」                           | 中村中 | 中村中     | 3:53 |
| 9.                                                 | 「私が欲しいなら」                             | 中村中 | 中村中     | 4:18 |
| 10.                                                | 「雨のロマンス」                               | 中村中 | 中村中     | 4:49 |
| 11.                                                | 「裸電球 〜Album version〜」                   | 中村中 | 中村中     | 5:54 |
| 合計時間:                                          | 合計時間:                                      | 53:54  |            |      |

### Disc 2 / DVD
| #  | タイトル                            | 作詞 | 作曲・編曲 |
| -- | ----------------------------------- | ---- | ---------- |
| 1. | 「リンゴ売り 〜箱入り娘 version〜」 |      |            |
| 2. | 「鳥の群れ」                        |      |            |
| 3. | 「裸電球 〜Album version〜」        |      |            |
| 4. | 「特典映像「ぶたウラ」」            |      |            |